# Gordon (Ohio)
Gordon é uma vila localizada no estado norte-americano de Ohio, no Condado de Darke.

## Demografia
Segundo o censo norte-americano de 2000, a sua população era de 190 habitantes.
Em 2006, foi estimada uma população de 188, um decréscimo de 2 (-1.1%).

## Geografia
De acordo com o United States Census Bureau, tem uma área de
0,4 km², dos quais 0,4 km² cobertos por terra e 0,0 km² cobertos por água.

## Localidades na vizinhança
O diagrama seguinte representa as localidades num raio de 12 km ao redor de Gordon.